# Stefan Giebel
Stefan Giebel (ur. 2 września 1870 w Dobrodzieniu, zm. 9 maja 1956 w Żędowicach k. Strzelec Opolskich) – śląski polityk i działacz związkowy, poseł na Sejm Śląski II i III kadencji.

## Życiorys
W młodości pracował jako robotnik. Działał w chadeckich związkach zawodowych. Posłował do Sejmu Śląskiego II kadencji. Dokończył mandat posła Wojciecha Sosińskiego w Sejmie III kadencji (1935). W obu przypadkach wybrany z listy ChD. 
W maju 1930 przypadł mu honor otwarcia obrad Sejmu Śląskiego, jednak zrzekł się go na rzecz Wojciecha Korfantego.